# Guru Prasad
Guru Prasad, swami Guru Prasad Paramahansa (dewanagari स्वामी गुरु प्रसाद् परमहंस, trl. svāmī guru prasād pāramahaṃsa) (ur. 6 stycznia 1966 w pobliżu Rishikesh w stanie Uttarakhand w Indiach) – indyjski nauczyciel duchowy z nurtu jogi o nazwie adźapajoga. Jego imię Guru Prasad oznacza Dar Guru. W przypadku Guru Prasad tytuł swami jest formą grzecznościową stosowana wobec świętych i guru nieprzynależących do żadnej z dziesięciu tradycji swamich daśanami.

## Życiorys

### Odnaleziony w jaskini
Na początku 1964 roku, Guru Janardan udał się w odosobnione miejsce, gdzie przez 64 dni bez przerwy medytował nie przyjmując w tym czasie jakichkolwiek posiłków czy napojów. Celem tej medytacji była chęć udzielenia pomocy cierpiącej ludzkości. Pod koniec medytacji Janardan otrzymał przekaz, iż otrzyma dziecko – chłopca, który będzie wielkim samozrealizowanym świętym i odegra dużą rolę w pomaganiu cierpiącej ludzkości. Po zakończeniu tej bardzo długiej medytacji, Guru Janardan zrelacjonował to doświadczenie swoim uczniom i powiedział, że za około 2 lata otrzyma samozrealizowane dziecko. O tym fakcie poinformował również władze Indii. W styczniu 1966 roku Guru Janardan przebywał w Lakszmandźula Aśram. 6 stycznia, dwóch nieznanych nikomu mężczyzn przejeżdżających obok aśramu na rowerach, odwiedziło Guru Janardana mówiąc, że niedaleko małej jaskini na brzegu Gangesu zwanej Pandu Guha (dewanagari पाण्डु गुहा, trl. pāṇḍu guhā, tłum. Jaskinia Pandu) płacze jakieś dziecko. Janardan udał się tam z kilkoma uczniami i znalazł nowo narodzonego chłopca. Krótko potem powiadomił władze o znalezieniu chłopca i adoptował go nadając mu imię Guru Prasad.

### Guru adźapajogi
W kwietniu 1980 roku Guru Janardan wezwał swoich uczniów i poinformował ich, że jego życie zbliż się ku końcowi. W dniu 25 kwietnia zorganizował uroczystość podczas której przekazał zwierzchnictwo nad adźapajogą swojemu nastoletniemu następcy Guru Prasadowi. Od tego dnia Guru Prasad jest jedynym Guru adźapajogi na świecie.

W Polsce pojawianie się adźapajogi można datować na dzień 15 czerwca 1980 roku, kiedy to Joachim Petzold, pochodzący z Niemiec Zachodnich, jedyny europejski instruktor adźapy, przyjechał do Szczecina i udzielił pierwszych inicjacji. Przez 10 lat adźapajoga funkcjonowała nieformalnie, a Guru Prasad odwiedzał swoich uczniów w sposób nieoficjalny. Od 7 kwietnia 1990 roku, czyli od dnia rejestracji przez Ministerstwo Spraw Wewnętrznych i Administracji Związku Ajapa Yoga, Guru Prasad Swami piastuje już oficjalnie funkcję Guru adźapajogi w Polsce.

Guru Prasad realizując swoją misję podróżuje i naucza adźapajogi w Indiach, Bangladeszu, Europie i Ameryce Północnej.
Od 1985 roku Polska jest zawsze jednym z etapów wizyty Guru Prasada na Zachodzie. Od 2003 roku Guru Prasad podróżując na Zachód odwiedza tylko swoje dwa Zachodnie aśramy – jeden w Ługach k/Łodzi a drugi w Placerville w Kalifornii.

## Zwierzchnictwo nad centrami Ajapa Jogi
Guru Prasad kieruje aśramami:
- czterema w Indiach:

1. Shri Purnanand Ajapa Yoga Sansthan (tzw. Dimna Aśram) – aśram położony w małej wiosce o nazwie Dimna, będącej obecnie dzielnicą miasta Jamshedpur w stanie Jharkhand (22°51′14″N 86°14′36″E/22,853889 86,243333). W aśramie znajduje się miejsce mahasamadhi Guru Janardana Paramahansy oraz jedyna na świecie świątynia poświęcona Dziewięciu Brahmarszim zwana Ryszi Mandir (ang. Rishi Mandir),
2. Shri Purnanand Ajapa Yoga Sansthan (tzw. Kalipur Aśram) – położony na wzgórzu Nilaczal (ang. Nilachal), w pobliżu Guwahati w stanie Asam (26°10′03″N 91°43′04″E/26,167500 91,717778). W pobliżu aśramu znajduje się świątynia Kamakhja, poświęcona małżonce Śiwy, bogini Śakti. W aśramie znajduje się miejsce mahasamadhi Guru Bhumananda Paramahansy,
3. Shri Purnanda Yogashram (tzw. Lakszmandźula Aśram) – położony w miejscowości Lakshman Jhula, w dystrykcie Pauri Garhwal, w stanie Uttarakhand (30°07′22″N 78°19′48″E/30,122778 78,330000[6]),
4. Shri Purnanda Ajapa Yoga Sansthan (tzw. Kanpur Aśram) – położony w miejscowości Kanpur, w stanie Uttar Pradesh (26°31′04″N 80°14′30″E/26,517778 80,241667),

- jednym w Bangladeszu – w pobliżu Ćottogram (ang. Chittagong):

Shri Purnanand Ajapa Yoga Sansthan (tzw. Dźagatpur Aśram) – położony niedaleko miejscowości Bagoan w pobliżu Ćottogram, (22°27′59″N 91°58′42″E/22,466389 91,978333). W aśramie znajduje się miejsce mahasamadhi Guru Purnanandy Paramahansy,
- jednym w Placerville w Kalifornii, w USA:

Shri Janardan Ajapa Yogashram – położony na obrzeżach miejscowości Placerville, w Kalifornii (38°44′52″N 120°51′49″W/38,747778 -120,863611),
- jednym w Polsce – w Ługach koło Łodzi:

Shri Guru Janardan Paramahansa Ajapa Yoga Ashram – położony w miejscowości Ługi, gmina Stryków, województwo łódzkie (51°51′54″N 19°36′27″E/51,865000 19,607500). Aśram w Ługach jest jedynym aśramem adźapajogi w Europie. Chociaż nieruchomość w Ługach została udostępniona na cele adźapajogi już w styczniu 2001 roku, to oficjalne uroczyste przekazanie z udziałem Shri Guru Prasad Swami miało miejsce 30 września 2007 roku.

## Wizyty w Polsce
Guru Prasad podążając za instrukcjami Guru Janardana przyjechał po raz pierwszy do Polski w roku 1985. Od tego czasu regularnie odwiedza swoich uczniów w Polsce będąc oficjalnie zapraszany przez zrzeszający adeptów adźapajogi Związek Ajapa Yoga.
Dotychczas Guru Prasad odwiedził Polskę 11 razy:
| LP | Data wizyty                                                         | Miejsce wizyty                       | Zwiedzane miejsca                                                         |
| -- | ------------------------------------------------------------------- | ------------------------------------ | ------------------------------------------------------------------------- |
| 1  | 14 – 18 września 1985                                               | Szczecin                             |                                                                           |
| 2  | 17 – 30 września 1987                                               | Pilichowo k/Szczecina                |                                                                           |
| 3  | 16 – 28 września 1989                                               | Zalesie k/Szczecina                  |                                                                           |
| 4  | 30 października – 9 listopada 1991 10 listopada – 16 listopada 1991 | Zalesie k/Szczecina Łódź             |                                                                           |
| 5  | 12 – 23 lutego 1993 24 – 29 lutego 1993                             | Morzyczyn k/Szczecina Tuszyn k/Łodzi |                                                                           |
| 6  | 6 – 9 czerwca 1994                                                  | Łódź                                 |                                                                           |
| 7  | 5 – 19 czerwca 1997                                                 | Trzebież k/Szczecina                 |                                                                           |
| 8  | 11 – 23 maja 2001                                                   | aśram w Ługach k/Łodzi               | Jasna Góra w Częstochowie, Wieliczka i Kraków                             |
| 9  | 23 września – 7 października 2003                                   | aśram w Ługach k/Łodzi               | Kazimierz n/Wisłą, Góry Świętokrzyskie jaskinia Ra                        |
| 10 | 25 września – 11 października 2007                                  | aśram w Ługach k/Łodzi               | Białka Tatrzańska, Zakopane, Morskie Oko, Dunajec, Dolina Kościeliska     |
| 11 | 18 września – 1 października 2009                                   | aśram w Ługach k/Łodzi               | Nidzica, pochylnie kanału Ostródzko-Elbląskiego, Frombork, Malbork        |
| 12 | 23 września – 15 października 2014                                  | Ługi k/Łodzi                         | Zamek Książ, Szczawno-Zdrój, kompleks Riese, Jaskinia Niedźwiedzia, Praga |